# John Agnew (Fußballspieler)
John Terrence Agnew (* 27. Juni 1935 in Stockton-on-Tees; † 2002 in Belgien) war ein englischer Fußballspieler.

## Karriere
Agnew, der als Rufnamen auch Jack und Terry hatte, spielte für die South Bank Juniors in Middlesbrough, bevor er im November 1953 zum Erstligisten Sheffield Wednesday kam. Beim Klub aus Sheffield spielte er für Wednesday „A“, die dritte Mannschaft bestehend aus Nachwuchsspielern, die in der Yorkshire Football League spielte.
Im August 1954 wechselte er in die Third Division North zum FC Darlington. Für den Verein erzielte er bei seinem Pflichtspieldebüt gegen den AFC Barrow (Endstand 3:2) den Treffer zum zwischenzeitlichen 3:1, und bestritt in der Folge bis Mitte November 16 Ligapartien (4 Tore) in Folge als linker Außenstürmer. Sein letzter Saisoneinsatz kam im FA Cup 1954/55 im Erstrundenspiel gegen Barrow, als er beim 1:1-Unentschieden mehrere Chancen vergab. In der folgenden Saison 1955/56 kam er im August und Dezember/Januar nochmals zu zwei Einsatzserien auf Linksaußen, in den insgesamt neun Partien gelang ihm aber kein weiterer Torerfolg und nachdem er letztmals am 21. Januar bei einer 3:5-Niederlage gegen Carlisle United mitwirkte, verließ er den Verein am Saisonende und schloss sich dem in der Midland League spielenden Klub Corby Town an.
Abseits des Fußballplatzes wurde Agnew Ingenieur und wurde zum Ph.D. promoviert. Aus der Verbindung mit seiner dritten Ehefrau, einer Belgierin, ging der Komiker Alex Agnew hervor.